# Línea 206 (Santiago de Chile)
La Línea 206 de Red (anteriormente llamado Transantiago) une la Santiago Centro con La Pintana, recorriendo toda la Avenida Santa Rosa. Además, operaba en horas punta un servicio expreso, denominado 206e, con el mismo trazado del recorrido principal y deteniéndose solo en algunas paradas.
Este recorrido recorre las principales vías de conexión entre Santiago Centro y La Pintana, siguiendo una ruta transversal de oriente a sur por San Antonio y San Francisco, pasando por importantes lugares de confluencia de gente, tales como la San Francisco y la Calle Venancia Leiva.
Forma parte de la Unidad 2 del Transantiago, operada por Subus Chile, correspondiéndole el color azul a sus buses.

## Flota
El servicio 206 anteriormente era operado principalmente con máquinas de 12 metros, con chasís Volvo B7R carrozados por Caio Induscar (Mondego L) y Marcopolo (Gran Viale), los cuales tienen capacidad de 90 personas. En ciertos horarios de mayor afluencia de público, se incorporaban buses articulados de 18 metros con capacidad de 180 personas, cuyo chasis es Volvo B9Salf y son carrozados por Caio Induscar (Mondego LA) y Marcopolo (Gran Viale). 
Hoy en día, desde 2022 este recorrido comenzó a tener máquinas carrozadas por Marcopolo y Foton, de bajas emisiones y eléctricos respectivamente.

## Historia
La línea 206 fue concebida como una de las principales rutas del plan original de Transantiago, al cruzar la ciudad de punta a punta. Su preponderancia aumenta al ser la línea que conecta al sector sur con el centro de Santiago a través del eje vial y corredor Santa Rosa, uno de los principales ejes metropolitanos.
A partir del 8 de julio de 2017, el servicio 206 comenzará a operar las 24 horas del día para mejorar la cobertura nocturna en la ciudad.
Desde enero de 2018 el servicio expreso fue reemplazado con la variante corta 206c, la cual recorre el eje Santa Rosa hasta la estación Biobío, permitiendo la conexión con la nueva Línea 6.

## Trazado

### 206 Centro - La Pintana
| - Comuna de Santiago - Cardenal José Maria Caro - Av. Recoleta - San Antonio - Av. Libertador Bernardo O'Higgins - San Francisco - Bio-Bio. Comienzo 206 corto - Av. Santa Rosa - Comuna de San Miguel y San Ramón - Av. Santa Rosa - Comuna de La Pintana - Av. Santa Rosa - Lo Martínez - Patagonia - Gob. Muñoz Gamero - Porto Alegre - José Manuel Balmaceda - Bernardino Parada - Julio Chávez - Julio Barrenechea - Av. San Francisco - Av. Lo Blanco | - Comuna de La Pintana - Tucapel - Av. San Francisco - Av. Lo Blanco - Julio Chávez - Bernardino Parada - Porto Alegre - Lo Martínez - Av. Santa Rosa - Comuna de La Granja y San Joaquín - Av. Santa Rosa - Comuna de Santiago - Bio-Bio-Av. Santa Rosa. Fin 206 corto - Enrique Mac-Iver - Ismael Valdes Vergara - Patronato |

### 206c Centro - La Pintana
| - Comuna de Santiago - Franklin - San Francisco - Bio-Bio - Av. Santa Rosa - Comuna de San Miguel y San Ramón - Av. Santa Rosa - Comuna de La Pintana - Av. Santa Rosa - Lo Martínez - Patagonia - Gob. Muñoz Gamero - Porto Alegre - José Manuel Balmaceda - Bernardino Parada - Julio Chávez - Julio Barrenechea - Av. San Francisco - Av. Lo Blanco | - Comuna de La Pintana - Tucapel - Av. San Francisco - Av. Lo Blanco - Julio Chávez - Bernardino Parada - Porto Alegre - Lo Martínez - Av. Santa Rosa - Comuna de La Granja y San Joaquín - Av. Santa Rosa - Comuna de Santiago - Av. Santa Rosa |

## Puntos de Interés
- Estación Mapocho
- Metro Puente Cal y Canto
- Metro Bío Bío
- Municipalidad de San Joaquín
- Farmacias Cruz Verde
- Santa Isabel Santa Rosa
- Unimarc Santa Rosa
- Metro Santa Rosa
- Municipalidad de La Granja